# Éric Caulier
Pour les articles homonymes, voir Éric et Caulier.
 (juin 2019).
Éric Caulier, né en 1959, 6e duan de taiji quan (太極拳), docteur en anthropologie de l'université Nice-Sophia-Antipolis (2012), collaborateur scientifique au CIERL (Étude des religions) de l'université libre de Bruxelles, est professeur de l'Association chinoise de wushu (2006). Formé en Chine, il pratique cinq styles de taijiquan. Il est également arbitre international (Shanghai 1995).

## Biographie
Après dix ans de pratique intense de l'athlétisme, membre de l'équipe nationale belge, champion et recordman de Belgique dans diverses disciplines, il découvre le taijiquan. Il étudie avec de nombreux experts en Europe et en Chine. Entre 1988 et 1999, il effectue quatorze voyages d'étude en Chine et invite des experts chinois pour des séjours prolongés en Belgique. Depuis plusieurs années, de façon transversale, il approfondit le taijiquan à la lumière des sciences occidentales. Élève des professeurs Men Huifeng et Kan Guixiang, il est diplômé en taijiquan de l'Université d'Éducation Physique de Pékin (1998).

## Les styles enseignés et leurs caractéristiques
Le Taiiquan se décline en plusieurs styles dont les plus connus sont les styles Yang (楊氏), Wu (吳氏), Wu/Hao (武氏), Sun (孫氏), Chen (陳氏). Leurs versions actuelles datent toutes de la même époque. Chacune possède une saveur particulière :
- Yang : Le style Yang se caractérise par des mouvements fluides et légers de grande amplitude, les trajectoires des bras en cercles verticaux sont prédominants.
- Chen : Mouvements en spirale, alternance des mouvements lents et rapides, mouvements souples à l'extérieur et forts à l'intérieur.
- Wu : Le style Wu, de Wu Jianquan (1870-1943) se présente comme variante du style Yang. Dans le pas de l'arc, le tronc se présente légèrement incliné vers l'avant. Ce style privilégie les cercles horizontaux.
- Wu hao : Style très compact, alternance marquée des mouvements d'ouverture et de fermeture. Sun Lutang apprit le Taijiquan de l'école Wu Hao avec Hao He (1849-1920) qui l'avait lui-même appris avec l'un des membres de la famille de Wu Yuxiang.
- Sun : Le style Sun se caractérise par sa grande mobilité (influence du Xingyi quan), ses changements de direction (éléments du Ba Gua Zhang), ses mouvements compacts et son travail interne développé (caractéristique du style Wu Hao, de Wu Yuxiang (1812-1880).

## Ouvrages
- Éric Caulier, Voyage au cœur du Taijiquan, Éditions Trédaniel.  (ISBN -978-2857079965).
- Éric Caulier, Comprendre le Taijiquan Tome I et II, Ed. EME (Éditions Modulaires Européennes).  (ISBN -978-2875250469) et  (ISBN -978-2875250575).
- Éric Caulier, Taijiquan Mythes & Réalités, Éditions Dervy.  (ISBN -978-2844543776).
- Éric Caulier, Prendre conscience du corps: Eveil des sens, éveil de la conscience, UPPR Editions

## Citations
« On n'enseigne pas ce que l'on sait mais ce que l'on est. »
« Le taijiquan ne s'enseigne pas, il se transmet. C'est pourquoi les maîtres traditionnels ont toujours privilégié les qualités de cœur aux qualités physiques. »